# 科勒尔盖布尔斯比尔特莫酒店
科勒尔盖布尔斯比尔特莫酒店（Coral Gables Biltmore Hotel）是美国佛罗里达州科勒尔盖布尔斯的一家豪华连锁酒店。
1996年，迈阿密-比尔特莫酒店及乡村俱乐部被列为國家史蹟名錄。
在第二次世界大战期间，曾改为医院和迈阿密大学医学院，直到1968年。1987年再次成为酒店。 
有一些报道声称这是“闹鬼”酒店。
建成后，它是美国佛罗里达州最高建筑，超过了迈阿密市中心的自由塔。1928年被迈阿密市中心的戴德县法院超过。
其游泳池一度是世界最大的，曾吸引了游泳教练（后来泰山扮演者）约翰尼·维斯穆勒。 
在该酒店拍摄的有电影《绝地战警》、电视节目《CSI犯罪现场：迈阿密》和《迈阿密风云》。